# Hermann Csillag
Hermann Csillag dan wel Hermann Stern (Oostenrijk-Hongarije, streek Bakony, 1852 - circa 1922) was een violist. Het is onduidelijk wat zijn juiste achternaam is (Csillag is Hongaars voor ster).
Hij kreeg zijn muzikale opleiding aan de conservatoria in Pest en Wenen. Grün en Hellmesberger waren zijn docenten. Hij was daarna zes jaar lang verbonden aan het orkest van de Hofopera. Vervolgens vertrok hij naar Baden-Baden en naar Düsseldorf om in die laatste plaats concertmeester te worden van Allgemeinen Musikvereins. Daarna was Hamburg aan de beurt. Vanaf 1877 was hij als concertmeester en docent werkzaam in Rotterdam, waar men hem op handen droeg. Juli 1886 is hij vertrokken naar Hongarije.
Als violist is hij voornamelijk bekend als vioolleraar aan het instituut alwaar Jean Sibelius als violist  zijn opleiding kreeg. Hij werd door de Finnen gezien als het summum onder de violisten. Toen Ferruccio Busoni de gelederen aldaar kwam versterken, draaiden de meningen de andere kant op. Nadeel was dat Csillag kennelijk snel op de tenen getrapt was. Zijn muzikale achtergrond was volgens Busoni onvoldoende om les te kunnen geven. De manier van lesgeven stond de Italiaan ook niet aan. Sibelius die leed aan podiumangst kreeg goede kritieken van Csillag, maar kwam er niet vanaf. Busoni op zich verergerde die angst alleen maar door Sibelius in de spotlights te plaatsen.
Enkele concerten:
- 13 mei 1882: Aesthetisch genootschap te Rotterdam; Csillag speelde werken van Anton Rubinstein en Franz Schubert.
- 5 november 1887: Aula universiteit Helsinki: hij speelde samen met cellist Wilhelm Renck en Agathe Backer-Grøndahl het pianotrio in c mineur van Felix Mendelssohn Bartholdy

- Gemeinsame Normdatei: 116750774
- Virtual International Authority File: 37675506